# Médaille commémorative de la guerre 1914-1918
La Medaglia Commemorativa di Guerra 1914-1918 (in francese: "Médaille commémorative de la guerre 1914-1918") fu assegnata a soldati e marinai che prestarono servizio nella Prima Guerra Mondiale. Fu anche assegnata a civili che soddisfacevano determinati requisiti. Creata dalla Legge del 23 giugno 1920, venne assegnata a qualsiasi membro militare per il servizio tra il 2 agosto 1914 e l'11 novembre 1918. Venne anche data anche ai civili che prestarono servizio nello stesso periodo nell'esercito o negli interni.
Per la creazione della medaglia venne aperto un concorso, al quale parteciparono molti incisori dell'epoca. Dei 73 modelli presentati alla giuria, venne scelto il modello di Pierre-Alexandre Morlon. L'evento ebbe un certo impatto poiché L'Illustration, una prestigiosa rivista, illustrò in un articolo del 29 gennaio 1921 le immagini dei sei modelli selezionati.

## Requisiti
La Medaglia Commemorativa di Guerra 1914-1918 fu assegnata a coloro che prestarono servizio nelle seguenti condizioni tra il 2 Agosto 1914 e l'11 Novembre 1918:
- Tutti i soldati e marinai francesi presenti sotto le armi o a bordo di navi da guerra e mercantili francesi

- Tutti i soldati e marinai stranieri che hanno prestato servizio sotto l'autorità francese o a bordo di una nave francese, esclusi quelli che vi erano distaccati.
- Funzionari e persone attive nelle ulteriori ferrovie di suddivisione del terreno.
- Infermieri, medici, farmacisti, dirigenti di nazionalità francese o straniera che hanno prestato servizio nelle unità mediche dell'esercito francese o su base volontaria.
- Guardie civili, agenti di polizia e vigili del fuoco delle città bombardate, per aver adempiuto ai loro doveri durante i bombardamenti.
- Agenti di polizia della città di Parigi, La Senna, il personale ispettorato della polizia di Parigi, ufficiali di stato maggiore dei beni della concessione di Parigi e guardie civili, tutti militarizzati con decreto del 7, 9, 19 agosto e 21 Settembre 1914.
- Soldati francesi che sono all'estero, che hanno prestato servizio nelle file dell'esercito francese, arruolandosi durante la guerra negli eserciti alleati e associati di Francia.
- Lavoratori coloniali impiegati nel lavoro di difesa nazionale in Francia, a condizione che abbiano scontato un periodo di sei mesi tra le date di ammissibilità.

- Persone di nazionalità francese o straniera che hanno prestato servizio nella zona di guerra nelle opere sotto designazione, accreditate presso l'alto comando francese o sotto questo comando:
  - Lavori vari in caserma, nelle cucine, ecc.;
  - Cavalieri di Colombo;
  - Croce Rossa americana;
  - Sezioni sanitarie mobili della Croce Rossa francese e stranieri nell'esercito francese.

## Descrizione della medaglia
La medaglia è rotonda con un diametro di 33 mm ed è in bronzo. Al dritto, l'effigie di una giovane Minerva di profilo, che indossa l'elmo del 1914 che rappresenta la Francia. È incoronata di allori e tiene una spada nella mano sinistra. Ci sono foglie di alloro mescolate con foglie di quercia nella parte superiore per unire l'anello pendente della medaglia che fissa la medaglia al nastro.
Sul verso c'è la legenda: GRANDE GUERRE (Grande Guerra in francese) 1914-1918, circondato dalla scritta REPUBLIQUE FRANÇAISE (Repubblica francese),
In origine c'era un fermaglio "Engagés Volontaires" per i volontari arruolati. È stato sostituito quando la Croix du combattant volontaire 1914-1918 fu fondata nel 1935.